# Gran Premio d'Italia 2007
Il Gran Premio d'Italia 2007 si è svolto il 9 settembre 2007 all'Autodromo nazionale di Monza. Ha visto la vittoria della McLaren, con Fernando Alonso, seguìto dal compagno di squadra Lewis Hamilton e da Kimi Räikkönen. Gli altri piloti che hanno guadagnato punti sono Nick Heidfeld, Robert Kubica, Nico Rosberg, Heikki Kovalainen e Jenson Button. Nel campionato mondiale, Lewis Hamilton mantiene la prima posizione, ma perde 2 dei 5 punti di vantaggio che aveva su Fernando Alonso. Nel mondiale costruttori, grazie alla quarta doppietta in stagione, la McLaren allunga il vantaggio sulla Ferrari e si porta a +23.

## Qualifiche

### Resoconto
Nella Q1, sono eliminati Takuma Satō, a poco più di un decimo di secondo dal sedicesimo, e sorprendentemente Ralf Schumacher, oltre al pilota di casa Vitantonio Liuzzi; eliminata anche la Red Bull di David Coulthard. Ultime le due Spyker. Nella Q2 va fuori un altro dei piloti di casa, Giancarlo Fisichella, penultimo davanti a Sebastian Vettel. In testa, Fernando Alonso migliora il tempo del Q1, seguìto dal compagno di squadra Lewis Hamilton. Nella Q3, Alonso mantiene la prima posizione (unico a scendere sotto il muro dell'1.22 nella sezione); con lui, in testa alla griglia di partenza, Hamilton. Nick Heidfeld riesce a infilarsi fra le due Ferrari di Felipe Massa, terzo, e Kimi Räikkönen, quinto.

### Risultato
| Pos | Naz                    | Pilota               | Telaio/Motore        | Q1       | Q2       | Q3       |
| --- | ---------------------- | -------------------- | -------------------- | -------- | -------- | -------- |
| 1   | Spagna (bandiera)      | Fernando Alonso      | McLaren-Mercedes     | 1:21.718 | 1:21.356 | 1:21.997 |
| 2   | Regno Unito (bandiera) | Lewis Hamilton       | McLaren-Mercedes     | 1:21.956 | 1:21.746 | 1:22.034 |
| 3   | Brasile (bandiera)     | Felipe Massa         | Ferrari              | 1:22.309 | 1:21.993 | 1:22.549 |
| 4   | Germania (bandiera)    | Nick Heidfeld        | BMW                  | 1:23.107 | 1:22.466 | 1:23.174 |
| 5   | Finlandia (bandiera)   | Kimi Räikkönen       | Ferrari              | 1:22.673 | 1:22.369 | 1:23.183 |
| 6   | Polonia (bandiera)     | Robert Kubica        | BMW                  | 1:23.088 | 1:22.400 | 1:23.446 |
| 7   | Finlandia (bandiera)   | Heikki Kovalainen    | Renault              | 1:23.505 | 1:23.134 | 1:24.102 |
| 8   | Germania (bandiera)    | Nico Rosberg         | Williams-Toyota      | 1:23.333 | 1:22.748 | 1:24.382 |
| 9   | Italia (bandiera)      | Jarno Trulli         | Toyota               | 1:23.724 | 1:23.107 | 1:24.555 |
| 10  | Regno Unito (bandiera) | Jenson Button        | Honda                | 1:23.639 | 1:23.021 | 1:25.165 |
| 11  | Australia (bandiera)   | Mark Webber          | Red Bull             | 1:23.575 | 1:23.166 |          |
| 12  | Brasile (bandiera)     | Rubens Barrichello   | Honda                | 1:23.474 | 1:23.176 |          |
| 13  | Austria (bandiera)     | Alexander Wurz       | Williams-Toyota      | 1:23.739 | 1:23.209 |          |
| 14  | Regno Unito (bandiera) | Anthony Davidson     | Super Aguri-Honda    | 1:23.646 | 1:23.274 |          |
| 15  | Italia (bandiera)      | Giancarlo Fisichella | Renault              | 1:23.559 | 1:23.325 |          |
| 16  | Germania (bandiera)    | Sebastian Vettel     | Toro Rosso-Ferrari   | 1:23.578 | 1:23.351 |          |
| 17  | Giappone (bandiera)    | Takuma Satō          | Super Aguri - Honda  | 1:23.749 |          |          |
| 18  | Germania (bandiera)    | Ralf Schumacher      | Toyota               | 1:23.787 |          |          |
| 19  | Italia (bandiera)      | Vitantonio Liuzzi    | Toro Rosso - Ferrari | 1:23.886 |          |          |
| 20  | Regno Unito (bandiera) | David Coulthard      | Red Bull - Renault   | 1:24.019 |          |          |
| 21  | Germania (bandiera)    | Adrian Sutil         | Spyker - Ferrari     | 1:24.389 |          |          |
| 22  | Giappone (bandiera)    | Sakon Yamamoto       | Spyker - Ferrari     | 1:25.084 |          |          |

## Gara

### Cronaca
Alonso prende subito la testa, mentre Hamilton prova a chiudere Massa sull’erba, senza successo. Alla prima staccata l’inglese recupera la posizione passando all’esterno il ferrarista, con anche un leggero contatto che costringe Hamilton a tagliare la variante; non ci sarà penalità. Dietro ai tre sono Raikkonen, Heidfeld, Kubica e Kovalainen. Al secondo giro, David Coulthard va a muro in Curva Grande, per un cedimento meccanico. Entra la safety car che resta in pista per quattro giri.
Al nono giro Massa rientra improvvisamente ai box, per poi ritirarsi una tornata più tardi. Raikkonen sale al terzo posto ma ha un più elevato carico di benzina e dopo 15 giri accusa 10” dalla vetta. Hamilton si ferma al giro 18, Alonso due giri dopo lasciando la testa al finlandese della Ferrari. Raikkonen rientra per quello che sarà il suo unico rifornimento al venticinquesimo giro, tornando in pista alle spalle delle due McLaren. In questa fase Alonso è sensibilmente più veloce di Hamilton e allunga in testa, mettendo al sicuro il successo.
Al quarantesimo giro, Hamilton effettua il secondo rifornimento, tornando in pista alle spalle di Raikkonen. Due giri dopo l’inglese si riprende la seconda piazza con un bel sorpasso alla staccata della prima variante. Alonso effettua la sua seconda sosta in tranquillità e va a vincere per la quarta volta in stagione, primo a riuscirci, riducendo a tre punti il disavanzo in classifica da Hamilton. Per la Ferrari un weekend no davanti al pubblico amico che obbligherà il team a fare una scelta tra i due piloti per inseguire ancora il titolo.

### Risultato
| Pos | Naz                    | Pilota               | Naz                    | Telaio/Motore           | Giri | Distacco/Ritiro/Velocità   |
| --- | ---------------------- | -------------------- | ---------------------- | ----------------------- | ---- | -------------------------- |
| 1   | Spagna (bandiera)      | Fernando Alonso      | Regno Unito (bandiera) | McLaren-Mercedes        | 53   | 1:18:37.806 - 234.047 km/h |
| 2   | Regno Unito (bandiera) | Lewis Hamilton       | Regno Unito (bandiera) | McLaren-Mercedes        | 53   | +6.062                     |
| 3   | Finlandia (bandiera)   | Kimi Räikkönen       | Italia (bandiera)      | Ferrari                 | 53   | +27.325                    |
| 4   | Germania (bandiera)    | Nick Heidfeld        | Germania (bandiera)    | BMW Sauber              | 53   | +56.562                    |
| 5   | Polonia (bandiera)     | Robert Kubica        | Germania (bandiera)    | BMW Sauber              | 53   | +1:00.558                  |
| 6   | Germania (bandiera)    | Nico Rosberg         | Regno Unito (bandiera) | Williams                | 53   | +1:05.810                  |
| 7   | Finlandia (bandiera)   | Heikki Kovalainen    | Francia (bandiera)     | Renault                 | 53   | +1:06.751                  |
| 8   | Regno Unito (bandiera) | Jenson Button        | Giappone (bandiera)    | Honda                   | 53   | +1:12.168                  |
| 9   | Australia (bandiera)   | Mark Webber          | Austria (bandiera)     | Red Bull Racing-Renault | 53   | +1:15.879                  |
| 10  | Brasile (bandiera)     | Rubens Barrichello   | Giappone (bandiera)    | Honda                   | 53   | +1:16.958                  |
| 11  | Italia (bandiera)      | Jarno Trulli         | Giappone (bandiera)    | Toyota                  | 53   | +1:17.736                  |
| 12  | Italia (bandiera)      | Giancarlo Fisichella | Francia (bandiera)     | Renault                 | 52   | +1 Giro                    |
| 13  | Austria (bandiera)     | Alexander Wurz       | Regno Unito (bandiera) | Williams                | 52   | +1 Giro                    |
| 14  | Regno Unito (bandiera) | Anthony Davidson     | Giappone (bandiera)    | Super Aguri             | 52   | +1 Giro                    |
| 15  | Germania (bandiera)    | Ralf Schumacher      | Giappone (bandiera)    | Toyota                  | 52   | +1 Giro                    |
| 16  | Giappone (bandiera)    | Takuma Satō          | Giappone (bandiera)    | Super Aguri             | 52   | +1 Giro                    |
| 17  | Italia (bandiera)      | Vitantonio Liuzzi    | Italia (bandiera)      | Toro Rosso              | 52   | +1 Giro                    |
| 18  | Germania (bandiera)    | Sebastian Vettel     | Italia (bandiera)      | Toro Rosso              | 52   | +1 Giro                    |
| 19  | Germania (bandiera)    | Adrian Sutil         | Paesi Bassi (bandiera) | Spyker-Ferrari          | 52   | +1 Giro                    |
| 20  | Giappone (bandiera)    | Sakon Yamamoto       | Paesi Bassi (bandiera) | Spyker-Ferrari          | 52   | +1 Giro                    |
| Rit | Brasile (bandiera)     | Felipe Massa         | Italia (bandiera)      | Ferrari                 | 10   | Meccanica                  |
| Rit | Regno Unito (bandiera) | David Coulthard      | Austria (bandiera)     | Red Bull Racing-Renault | 1    | Incidente                  |

## Classifiche

### Piloti
| Pos. | Pilota               | Punti |
| ---- | -------------------- | ----- |
| 01   | Lewis Hamilton       | 92    |
| 02   | Fernando Alonso      | 89    |
| 03   | Kimi Räikkönen       | 74    |
| 04   | Felipe Massa         | 69    |
| 05   | Nick Heidfeld        | 52    |
| 06   | Robert Kubica        | 33    |
| 07   | Heikki Kovalainen    | 21    |
| 08   | Giancarlo Fisichella | 17    |
| 09   | Alexander Wurz       | 13    |
| 10   | Nico Rosberg         | 12    |
| 11   | Mark Webber          | 8     |
| 12   | David Coulthard      | 8     |
| 13   | Jarno Trulli         | 7     |
| 14   | Ralf Schumacher      | 5     |
| 15   | Takuma Satō          | 4     |
| 16   | Jenson Button        | 2     |
| 17   | Sebastian Vettel     | 1     |

### Costruttori
| Pos. | Team              | Punti |
| ---- | ----------------- | ----- |
| 01   | McLaren-Mercedes  | 181   |
| 02   | Ferrari           | 143   |
| 03   | BMW Sauber        | 86    |
| 04   | Renault           | 38    |
| 05   | Williams-Toyota   | 25    |
| 06   | RBR-Renault       | 16    |
| 07   | Toyota            | 12    |
| 08   | Super Aguri-Honda | 4     |
| 09   | Honda             | 2     |